# Gene Littles
Eugene Scapes (Gene) Littles (Washington, D.C., 29 de junho de 1943) é um ex-jogador de basquete norte-americano e atual treinador. Ele jogou basquete profissional por seis temporadas.
Após o colégio, iniciou sua carreira profissional no Dallas Chaparrals, da American Basketball Association (ABA). Depois, transferiu-se para o Carolina Cougars onde jogou entre 1969 e 1974. Ainda, foi membro do Kentucky Colonels, que conquistou o campeonato da ABA em 1975.
Após encerrar a sua carreira como jogador, Littles virou treinador e iniciou como assistente técnico no Cleveland Cavaliers, da NBA. Tornou-se técnico interino após a demissão de George Karl e pôde estar algumas partidas no comando da equipe, até ser substituído por Lenny Wilkens. Em 1990, teve a sua segunda chance, no Charlotte Hornets, substituindo Dick Harter. Ele ficou no final da temporada e acabou sendo substituído novamente por Allan Bristow. Ainda, foi assistente técnico e treinador interino do Denver Nuggets em 1995.